# Сьеница (община)
Сье́ница (серб. Сјеница) — община в Сербии, входит в Златиборский округ.
Население общины составляет 27 959 человек (2007 год), плотность населения составляет 26 чел./км². Занимаемая площадь — 1059 км², из них 76,3 % используется в промышленных целях.
Административный центр общины — город Сьеница. Община Сьеница состоит из 101 населённого пункта, средняя площадь населённого пункта — 10,5 км².

## Состав
- Аливеровиче
- Багачиче
- Баре
- Бачия
- Биоц
- Блато
- Богути
- Божов Поток
- Боляре
- Боришиче
- Боровиче
- Бреза
- Брница
- Буджево
- Вапа
- Весковиче
- Височка
- Вишнева
- Вишнице
- Врабци
- Врбница
- Врсенице
- Голубан
- Горно Лопиже
- Гошево
- Грабовица
- Градац
- Гргае
- Доличе
- Долно Горачиче
- Долно Лопиже
- Драгойловиче
- Дражевиче
- Дружиниче
- Дубница
- Дуга Поляна
- Дуйке
- Дунишиче
- Жабрен
- Житниче
- Забрдже
- Заечиче
- Захумско
- Евик
- Езеро
- Калиполе
- Камешница
- Каневина
- Караюкича Бунари
- Киевци
- Кладница
- Кнежевац
- Козник
- Кокошиче
- Краиновиче
- Кривая
- Крня Ела
- Крстац
- Крче
- Лиева Река
- Лютае
- Машовиче
- Медаре
- Меджугор
- Миличи
- Папиче
- Петрово Поле
- Плана
- Пода
- Понорац
- Праля
- Раждагиня
- Расно
- Распоганче
- Растеновиче
- Рашковиче
- Сьеница
- Скрадник
- Страиниче
- Ступ
- Сугубине
- Сушица
- Трешневица
- Триебине
- Тузине
- Тутиче
- Увац
- Угао
- Урсуле
- Ушак
- Фиюл
- Царичина
- Цетановиче
- Црвско
- Црчево
- Чедово
- Чипале
- Читлук
- Шаре
- Шушуре
- Щавал
- Шушуре

## Население
| Год  | Население, чел. |
| ---- | --------------- |
| 1991 | 27 606          |
| 2001 | 27 993          |
| 2002 | 27 988          |
| 2003 | 28 083          |
| 2004 | 28 155          |
| 2005 | 28 120          |
| 2006 | 28 048          |
| 2007 | 27 959          |